# Hymenophyllum lamellatum
Hymenophyllum lamellatum är en hinnbräkenväxtart som beskrevs av Robert G. Stolze. Hymenophyllum lamellatum ingår i släktet Hymenophyllum och familjen Hymenophyllaceae. Inga underarter finns listade.